# Иган, Пирс
Пирс Иган (англ. Pierce Egan, 1772—1849) — английский писатель.

## Биография
Родители Пирса были эмигрантами из Ирландии, однако сам он, вероятнее всего, родился в окрестностях Лондона. Он начал трудиться в типографии и был наборщиком для Джорджа Смитона в 1812 году. Он зарекомендовал себя как ведущий репортер спортивных событий страны, которые в то время в основном касались призовых боев и конных скачек. Именно Иган впервые назвал бокс «Сладкой наукой» («Sweet science»). Он похоронен на Хайгейтском кладбище в Северном Лондоне.

## Работы
Четыре тома работы «Боксиана, или эскизы древнего и современного богослужения» (Boxiana); с множеством иллюстраций появились начиная с 1813 и до 1824 года. После спора со своим издателем четвёртый том Boxiana Игана заменили на «Jon Bee», однако суд решил, что права на название сохраняются за Иганом, если он будет использовать префикс «Новая серия» (New Series). Два тома новой серии «Босианы» были опубликованы в 1828/29 году. В 1821 году Иган объявил о публикации регулярного журнала «Жизнь в Лондоне», который появляется ежемесячно за шиллинг. Этот журнал был проиллюстрирован Джорджом Крукшанком (1792—1878) и был посвящен королю Джорджу IV, при дворе которого когда-то был Иган. Первое издание «Жизнь в Лондоне, или день и ночь господина Джерри Хоторна, и его изящного друга, Коринфского Тома, в сопровождении Боба Логика, бывшего студента оксфорда, в их прогулке и попойке в Метрополисе» появилось 15 июля 1821 года.
Первоначальную известность приобрел очерками из жизни английских спортсменов, особенно боксеров (цикл очерков «Боксиана» англ. Boxiana, 1813—1828). C 1824 года издавал ежемесячный журнал «Жизнь в Лондоне» (англ. «Life in London»), подробно и с юмором описывавший нравы и обычаи лондонской «золотой молодежи», популярные городские увеселения и т. п. Собрание этих очерков Игана, вышедшее отдельным изданием (роман «Жизнь в Лондоне»), считается прообразом диккенсовских «Записок Пиквикского клуба». К этой книге и именам её главных героев восходит английское выражение «Том и Джерри», означающее буйное поведение, создающее проблемы и для тех, по отношению к кому это выражение применяется, и для окружающих, — этому выражению обязаны именами герои знаменитого американского анимационного сериала. Второй том очерков («Конец к похождениям Тома, Джерри и Лоджика», 1828), не столько бытописательный, сколько нравоучительный (бузотеры и хулиганы из первого тома во втором либо плохо кончают, либо превращаются в благонравных граждан), был признан неудачным.
По мотивам очерков была поставлена пьеса «Том и Джерри, или Жизнь в Лондоне».